# 안 두옹

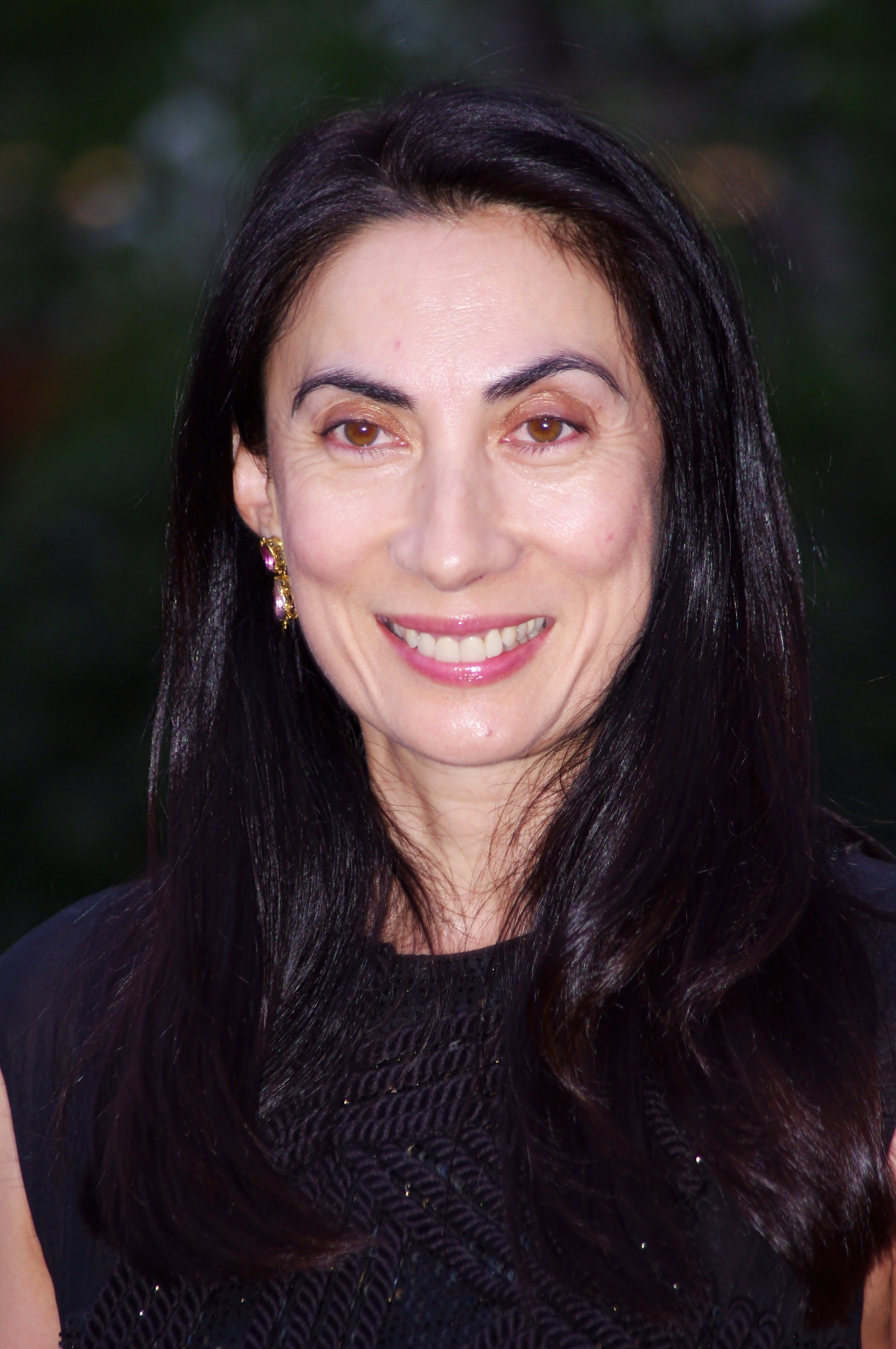

안 두옹(Anh Duong, 1960년 10월 25일 ~ )은 프랑스의 배우, 모델, 조각가, 화가, 영화배우이다.
보르도에서 태어났다.

## 영화
- 핏 모델 (2019년)
- 리빙보이 인 뉴욕 (2017년) - 바바라 역
- 이별에 대처하는 자세 (2014년)
- 웰컴 투 뉴욕 (2014년)
- 왜 우리는 싸우나 (2005년) - 본인 역
- 러브 미 (2000년)
- 하이 아트 (1998년) - 도미닉 역
- 내 남자친구의 결혼식 (1997년)
- 나는 앤디 워홀을 쏘았다 (1996년)
- 여인의 향기 (1992년)